# 姜樂靜
姜樂靜（1962年—），是台灣台中市第二位開業的女性建築師，九二一地震後，致力推動學校重建之「新校園運動」。
姜樂靜出生於台灣台中市，曉明女中傑出校友，求學期間受到修澤蘭、王秋華等女性建築師的影響，選擇就讀東海大學建築系。1988年畢業，次年考取取建築師執照後，1991年開立姜樂靜建築事務所，第一個公共工程案為台中20號倉庫。2002年，東海建築研究所畢業。
姜樂靜獲得多座建築設計獎項：2001年因重建設計南投縣信義鄉潭南國小校舍，獲得遠東建築獎「921校園重建特別獎」傑出獎；2010年國家卓越建設獎最佳規劃設計類金質獎；另也曾獲得內政部傑出建築師獎、遠東建築獎校園特別獎首獎、綠建築獎、傑出建築師獎等。代表作有台中火車站20號倉庫、南投縣信義鄉潭南國小、仁愛國中、親愛國小、二林高中、馬公高中、新民國小、大墩國小等校園設計案等。
姜樂靜的設計理念承襲了東海大學關懷社會的取向，認為建築應該與人充分的溝通，並運用當地的文化、環境特質來形塑適切的空間；她也是台灣「山海城鄉校園」的重要推手，透過建築與文化的結合，消弭原住民與漢人之間的距離。在重建校園的同時，她也與跨領域的文化團隊合作編寫了「潭南四書」，傳承部落文化。